# A propos Nicei
A propos Nicei – krótkometrażowy film dokumentalny z 1930 roku. 

## Opis
Film zaczyna się jako typowy przewodnik turystyczny, który jednak w trakcie trwania przekształca się w satyryczny i uszczypliwy portret Nicei, położonej na Lazurowym Wybrzeżu. Krytyka dotyka przede wszystkim bogatych mieszkańców miasta. Poranne porządki kasyn, kawiarni, plaży – wszystko dla gości ze szczególnie zapełnionymi portfelami.